# Partido Trabalhista Português
O Partido Trabalhista Português (PTP) é um partido político trabalhista português.
Foi aprovado pelo Tribunal Constitucional de Portugal em 1 de julho de 2009 após o requerimento submetido a 16 de junho de 2009.
Existiram anteriormente pelos menos três partidos com denominações semelhantes: o Partido Trabalhista (1947), organização clandestina que tinha como secretário-geral o advogado Francisco Furtado Castanheira Lobo; o Partido Trabalhista Democrático Português (PTDP), anunciado em 3 de maio de 1974, o qual não se chegou a legalizar; e o Partido Trabalhista, fundado em 1979, todos entretanto extintos.
No dia 16 de junho de 2009, pelas 10:30h, deu entrada no Tribunal Constitucional o requerimento, devidamente instruído da constituição do PTP - Partido Trabalhista Português.
Segundo o site do Tribunal Constitucional, no dia 1 de julho de 2009 foi reconhecido como partido político em Portugal.
Segundo o tribunal, depois de analisados os estatutos, manifesto e declaração de princípios "não resulta que o partido tenha índole ou âmbito regional" e não se indicia que os seus estatutos não respeitem a proibição de "partidos políticos armados, de tipo militar, militarizados ou paramilitares, partidos racistas ou que perfilhem ideologia fascista".
Em março de 2011, José Manuel Coelho e João Paulo Gomes aderem ao PTP.
Em 2015, o PTP concorreu às eleições legislativas coligado com o MAS sob a chancela do movimento AGIR, levando Joana Amaral Dias ao cargo de secretária-geral do partido.
A 29 de maio de 2025, Raquel Coelho, líder do PTP Madeira e ex-deputada na assembleia regional, foi eleita Presidente do PTP a nível nacional. Em julho de 2025 foi anunciado que o ex-presidente do PTP, Amândio Madaleno, seria o candidato do Chega à câmara municipal de Pampilhosa da Serra nas eleições autárquicas de 2025.

## Deputados

### Assembleia Legislativa da Região Autónoma da Madeira

#### XII Legislatura (2015-2019)
- José Manuel Coelho

#### XI Legislatura (2011-2015)
- José Manuel Coelho
- José Luís Rocha
- Raquel Coelho

## Resultados Eleitorais

### Eleições legislativas
| Data | Líder            | Cl.  | Votos  | %             | +/-  | Deputados | +/-     | Status            | Notas                                    |
| ---- | ---------------- | ---- | ------ | ------------- | ---- | --------- | ------- | ----------------- | ---------------------------------------- |
| 2009 | Amândio Madaleno | 14.º | 4 974  | 0,08 / 100,00 |      | 0 / 230   |         | Extra-parlamentar |                                          |
| 2011 | Amândio Madaleno | 11.º | 16 895 | 0,30 / 100,00 | 0,21 | 0 / 230   | Estável | Extra-parlamentar |                                          |
| 2015 | Amândio Madaleno | AGIR | AGIR   | AGIR          | AGIR | 0 / 230   | Estável | Extra-parlamentar | Concorreu sozinho no círculo da Madeira. |
| 2019 | Amândio Madaleno | 20.º | 8 299  | 0,16 / 100,00 |      | 0 / 230   | Estável | Extra-parlamentar |                                          |
| 2022 | Amândio Madaleno | 21.º | 4 388  | 0,08 / 100,00 | 0,08 | 0 / 230   | Estável | Extra-parlamentar |                                          |
| 2024 | Amândio Madaleno | 18.º | 2 443  | 0,04 / 100,00 | 0,04 | 0 / 230   | Estável | Extra-parlamentar |                                          |
| 2025 | Amândio Madaleno | 20.º | 421    | 0,01 / 100,00 | 0,03 | 0 / 230   | Estável | Extra-parlamentar |                                          |

### Eleições europeias
| Data | Cabeça de Lista    | Cl.  | Votos  | %             | +/-  | Deputados | +/- |
| ---- | ------------------ | ---- | ------ | ------------- | ---- | --------- | --- |
| 2014 | José Manuel Coelho | 10.º | 22 542 | 0,69 / 100,00 |      | 0 / 21    |     |
| 2019 | Gonçalo Madaleno   | 16º  | 8 640  | 0,26 / 100,00 | 0,43 | 0 / 21    |     |
| 2024 | José Manuel Coelho | 16º  | 4 307  | 0,11 / 100,00 | 0,15 | 0 / 21    |     |

### Eleições autárquicas
(Resultado que excluem os resultados de coligações envolvendo o partido)
| Data | Cl.  | Votos | %             | +/-  | Presidentes CM | +/-     | Vereadores | +/-     | Assembleias Municipais | +/- | Assembleias de Freguesias | +/-     |
| ---- | ---- | ----- | ------------- | ---- | -------------- | ------- | ---------- | ------- | ---------------------- | --- | ------------------------- | ------- |
| 2009 | 15.º | 732   | 0,01 / 100,00 |      | 0 / 308        |         | 0 / 2 078  |         | 0 / 6 946              |     | 0 / 34 672                |         |
| 2013 | 13.º | 8 552 | 0,17 / 100,00 | 0,16 | 0 / 308        | Estável | 0 / 2 086  | Estável | 3 / 6 487              | 3   | 1 / 27 167                | 1       |
| 2017 | 15.º | 5 683 | 0,11 / 100,00 | 0,06 | 0 / 308        | Estável | 0 / 2 074  | Estável | 1 / 6 461              | 2   | 0 / 27 019                | 1       |
| 2021 | 50.º | 1 574 | 0,03 / 100,00 | 0,08 | 0 / 308        | Estável | 0 / 2 074  | Estável | 0 / 6 461              | 1   | 0 / 27 019                | Estável |

### Eleições regionais

#### Região Autónoma dos Açores
| Data | Líder          | Cl.           | Votos         | %             | +/-           | Deputados     | +/-           | Status            | Notas         |
| ---- | -------------- | ------------- | ------------- | ------------- | ------------- | ------------- | ------------- | ----------------- | ------------- |
| 2012 | José Fernandes | 10.º          | 471           | 0,44 / 100,00 |               | 0 / 57        |               | Extra-parlamentar |               |
| 2016 | Não concorreu  | Não concorreu | Não concorreu | Não concorreu | Não concorreu | Não concorreu | Não concorreu | Não concorreu     | Não concorreu |
| 2020 | Não concorreu  | Não concorreu | Não concorreu | Não concorreu | Não concorreu | Não concorreu | Não concorreu | Não concorreu     | Não concorreu |
| 2024 | Não concorreu  | Não concorreu | Não concorreu | Não concorreu | Não concorreu | Não concorreu | Não concorreu | Não concorreu     | Não concorreu |

#### Região Autónoma da Madeira
| Data | Líder              | Cl.               | Votos             | %                 | +/-               | Deputados | +/-     | Status            | Notas |
| ---- | ------------------ | ----------------- | ----------------- | ----------------- | ----------------- | --------- | ------- | ----------------- | ----- |
| 2011 | José Manuel Coelho | 4.º               | 10 115            | 6,87 / 100,00     |                   | 3 / 47    |         | Oposição          |       |
| 2015 | José Manuel Coelho | Coligação Mudança | Coligação Mudança | Coligação Mudança | Coligação Mudança | 1 / 47    | 2       | Oposição          |       |
| 2019 | Raquel Coelho      | 10.º              | 1 426             | 1,00 / 100,00     |                   | 0 / 47    | 1       | Extra-parlamentar |       |
| 2023 | Quintino Costa     | 9.º               | 1 369             | 1,01 / 100,00     | 0,01              | 0 / 47    | Estável | Extra-parlamentar |       |